# Bernd Bechtold
Bernd Albert Bechtold (* 20. November 1947 in Jöhlingen) ist ein deutscher Unternehmer und Verbandsfunktionär. Er war geschäftsführender Gesellschafter der big. bechtold-gruppe. Von 2006 bis 2010 war er Präsident des Baden-Württembergischen Industrie- und Handelskammertags.

## Leben

### Beruflicher Werdegang
Bechtold schloss sein Studium als Diplom-Ingenieur (FH) ab. Anschließend übernahm er Führungsaufgaben in zwei Dienstleistungsunternehmen. 1981 gründete er zusammen mit seiner Frau Gisela die b.i.g. bechtold Ingenieurgesellschaft mbH mit Sitz in Karlsruhe. 2013 übergab er die Geschäftsführung an seine Tochter Daniela.

### Verbandstätigkeit
Von 2003 bis 2013 war Bechtold Präsident der Industrie- und Handelskammer Karlsruhe, deren Vizepräsident er bereits ab 1998 war. Von 2006 bis 2010 war er Präsident des Baden-Württembergischen Industrie- und Handelskammertags, dessen Vizepräsident er zuvor von 2004 bis 2006 war.

## Ehrenamtliche Tätigkeit
Bechtold gründete die Junge Union in Jöhlingen. Er ist stellvertretender Vorsitzender des Kuratoriums der Ias Stiftung und Mitglied des Verwaltungsrats des Karlsruher SC. Zudem ist er Vorsitzender des Heimat- und Kulturvereins Walzbachtal.

## Ehrungen und Auszeichnungen
- 2003: Ehrensenator der Hochschule Karlsruhe
- 2004: Badener des Jahres
- 2009: Bundesverdienstkreuz am Bande[6]
- 2010: Staufermedaille
- 2013: Ehrenpräsident der IHK Karlsruhe[7]
- 2022: Ehrenbürger von Walzbachtal[8]